# Serialitet
Serialitet är ett begrepp myntat av den franske filosofen Sartre i boken Critique de la raison dialectique ("Kritik av det dialektiska förnuftet", ingen svensk översättning), först publicerad 1960. Begreppet innefattar att det finns sociala serier, bortanför grupper. Det kan handla om etiketter på människor som antingen används frivilligt eller påtvingas. I grund och botten kommer begreppet från en socialkonstruktivistisk syn på världen där etiketter är sociala konstruktioner. Sartre utvecklade begreppet för att beskriva individers förhållande till sociala klasser och det kapitalistiska systemet.[källa behövs]
Skillnaden mellan grupp och serie är att i grupper finns människor som tillsammans och var och en ser tillhörighet till just denna gruppen och relationen det innebär. Serier å andra sidan är en passiv tillhörighet där människor förenas i deras relation till materiella ting och handlingarna de utför runt de materiella tingen. Sartre tar upp exemplet med människor som väntar på en buss. Människorna är förenade i sin relation till den materiella bussen och de sociala normerna kring att vänta på kollektivtrafik. Människorna har olika mål i livet och helt olika bakgrunder men det som förenar är viljan att vänta på att åka buss. Om bussen dock skulle bli försenad och människorna börjar prata med varandra, skulle högst troligt en grupp bildas eftersom de då har samma erfarenhet och upplevelse att dela. 
Begreppet har fått stor genomslagskraft inom genusteorin efter att forskaren Iris Marion Young kopplade samman serialitet med genus. För att undkomma att som tidigare definiera kategorin kvinna med biologiska eller psykologiska egenskaper hävdar Young att vi istället kan förstå kvinnor och män som serier, snarare än som grupper. Kvinnor och män blir då snarare individer som är etiketterade som kvinna respektive man genom en uppsättning materiella och immateriella sociala konstruktioner (en genusprocess) som är resultatet av tidigare mänskliga handlingar.